# Saison 5 de Suits
Chronologie
Saison 4 Saison 6
Cet article présente les épisodes de la cinquième saison de la série télévisée américaine Suits.

## Synopsis de la saison
Après plusieurs années en exerçant son métier d’avocat sans diplôme, Mike a été dénoncé par l’ex compagne de Louis Litt, Sheila. Mike et Harvey tentent le tout pour le tout pour que Mike ne soit pas coupable. Mike signe un accord avec Anita Gibbs : encourir deux ans de prison sans poursuivre le cabinet Pearson Specter Litt.
Alors qu'il reste 72h à Mike avant d’encourir sa peine, il décide de se marier avec Rachel.
Harvey découvre que le verdict des jurés était non coupable, mais ment à Mike pour qu'il parte sereinement.
Néanmoins à la suite d'une dispute il révèle à Mike le verdict, qui l'avoue à Rachel qui veut toujours l'épouser le lendemain.
Néanmoins juste avant la cérémonie lorsqu'il voit la tête de Robert Zane et le regard de son épouse, il part voir Rachel et lui dit que malgré son désir de l'épouser il refuse d'être le responsable de celui qui lui a volé son rêve d'être avocate. Ainsi il lui propose qu'elle finisse ses années d'études et lorsqu'elle aura le titre d'avocat et qu'il sortira de prison, si Rachel veut encore l'épouser alors ils se marieront ; Rachel accepte.
Mike se rend en prison mais Harvey l'attend pour l'y accompagner.
Donna, Jessica et Louis se rendent compte que dans le cabinet tous les employés ont démissionné de leurs postes excepté Gretchen étant en congé.

## Distribution

### Acteurs principaux
- Gabriel Macht (VF : Lionel Tua) : Harvey Specter
- Patrick J. Adams (VF : Antoine Schoumsky) : Mike Ross
- Rick Hoffman (VF : Vincent Violette) : Louis Litt
- Meghan Markle (VF : Fily Keita) : Rachel Zane
- Sarah Rafferty (VF : Marie Diot) : Donna Paulsen
- Gina Torres (VF : Annie Milon) : Jessica Pearson

### Acteurs récurrents
- Christina Cole (VF : Sybille Tureau) : Dr Paula Agard[1]
- John Pyper-Ferguson (VF : Laurent Mantel) : Jack Soloff[2]
- Aloma Wright (VF : Cathy Cerda) : Gretchen Bodinski[3]
- Leslie Hope (VF : Véronique Augereau) : Anita Gibbs, la substitut du procureur

### Invités
- Charles Barkley : lui-même[4] (épisode 3)
- Amy Acker (VF : Léa Gabrièle) : Esther Edelstein, sœur de Louis[5](épisodes 4 et 7)
- J. R. Bourne (VF : Sylvain Agaësse) : Sam Tull (épisode 6)
- Ted Whittall (en) : Paul Gilroy (épisode 6)
- Titus Welliver (VF : Paul Borne) : Dominic Barone (épisodes 6 et 9)
- Troian Bellisario : Claire[6] (épisode 8)
- Brandon Firla (en) : Jonathan Sidwell (épisode 9)
- Eric Roberts : Charles Forstman (épisode 9)
- Tom Lipinski : Trevor Evans (épisodes 9, 11 et 14)
- Rob Stewart : Tony Gianopoulos (épisode 9)
- Amanda Schull : Katrina Bennett (épisode 10)
- Russell Hornsby : Quentin Sainz (épisode 10)
- Abigail Spencer : Dana Scott « Scottie » (épisode 11 et 13)
- Rachael Harris (VF : Sylvie Ferrari) : Sheila Sazs (épisode 12, 13 et 14)
- D. B. Woodside (VF : Jean-Louis Faure) : Jeff Malone (épisode 12)

## Épisodes

### Épisode 1:Un vent de panique
- États-Unis : 24 juin 2015 sur USA Network[7]
- France : 11 avril 2016 sur Série Club
- Québec : 24 août 2016 sur AddikTV[8]

### Épisode 2:Jalousie
- États-Unis : 1er juillet 2015 sur USA Network
- France : 11 avril 2016 sur Série Club

### Épisode 3:La Guerre est déclarée
- États-Unis : 8 juillet 2015 sur USA Network
- France : 11 avril 2016 sur Série Club

### Épisode 4:Arrangement à l'amiable
- États-Unis : 15 juillet 2015 sur USA Network
- France : 18 avril 2016 sur Série Club

### Épisode 5:Le Couteau sous la gorge
- États-Unis : 22 juillet 2015 sur USA Network
- France : 18 avril 2016 sur Série Club

### Épisode 6:Secret professionnel
- États-Unis : 29 juillet 2015 sur USA Network
- France : 25 avril 2016 sur Série Club

### Épisode 7:Un coup de maître
- États-Unis : 5 août 2015 sur USA Network
- France : 25 avril 2016 sur Série Club

### Épisode 8:Mea culpa
- États-Unis : 12 août 2015 sur USA Network
- France : 2 mai 2016 sur Série Club

### Épisode 9:Les Indésirables
- États-Unis : 19 août 2015 sur USA Network
- France : 2 mai 2016 sur Série Club

### Épisode 10:Le Prix à payer
- États-Unis : 26 août 2015 sur USA Network
- France : 9 mai 2016 sur Série Club

### Épisode 11:Rien ne va plus
- États-Unis : 27 janvier 2016 sur USA Network[20]
- France : 9 mai 2016 sur Série Club

### Épisode 12:Coup de poker
- États-Unis : 3 février 2016 sur USA Network
- France : 16 mai 2016 sur Série Club

### Épisode 13:Seul contre tous
- États-Unis : 10 février 2016 sur USA Network
- France : 16 mai 2016 sur Série Club

### Épisode 14:Selfdéfense
- États-Unis : 17 février 2016 sur USA Network
- France : 23 mai 2016 sur Série Club

### Épisode 15:Course contre la montre
- États-Unis : 24 février 2016 sur USA Network
- France : 30 mai 2016 sur Série Club

### Épisode 16:La25eheure
- États-Unis : 2 mars 2016 sur USA Network
- France : 30 mai 2016 sur Série Club